# Fous à délier
Pour plus de détails, voir Fiche technique et Distribution.
Fous à délier (titre original : Matti da slegare) est un film documentaire italien sorti en 1975. Il est conjointement réalisé par Silvano Agosti, Marco Bellocchio, Sandro Petraglia et Stefano Rulli.

## Synopsis
Ce documentaire est inspiré de l'expérience menée par Franco Basaglia, « la psychiatrie hors les murs », à partir de 1968. Constatant l'état catastrophique de la psychiatrie publique en Italie, Basaglia initie une réflexion de fond sur l'origine de la folie et sur la place des fous dans la société.
Ce document suit le parcours de trois jeunes adultes, sortis de l'hôpital psychiatrique pour mener une « vie normale » en travaillant à l'usine. Filmés avec respect et pudeur, ces « fous » nous émeuvent par leur simplicité, tout comme les ouvriers de l'usine qui leur font une place sans faire d'histoire.

## Fiche technique
- Réalisation et montage : Marco Bellocchio, Silvano Agosti, Sandro Petraglia, Stefano Rulli
- Photographie : Ezio Bellani
- Son : Remo Ugolinelli
- Société de production : 11 Marzo Cinematografica
- Société de distribution en France : MK2
- Durée : 2h20
- Format : 35 mm
- Noir et blanc
- VO sous-titrée